# Зображення фалоса в культурі Бутану

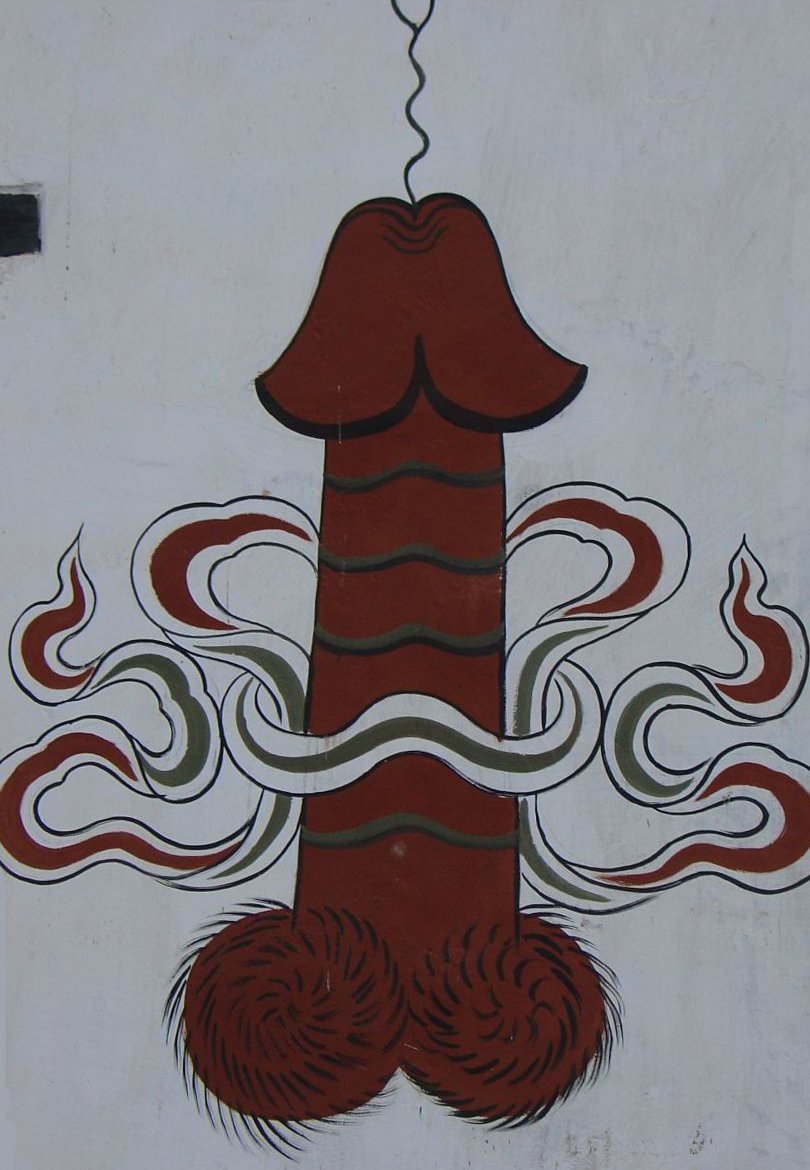
Зображення фалоса на стіні будинку в Бутані

 Зображення фалоса в Бутані є езотеричними символами, зародження яких пов'язують з буддистським ламою Друкпа Кюнле, що жив у XV- XVI століттях, і ввійшов у історію як «божевільний святий».

## Історія
Друкпа Кюнле належав до знатного роду гья і вчився у багатьох майстрів. У 25 років він досяг реалізації в духовному розвитку і, відмовившись від чернецтва, вирушив у подорож. Де б Друкпа ні зупинявся, він намагався направити людей на шлях просвітлення методами, які були дуже незвичайними і мали сексуальну спрямованість. Демонів, які зустрічалися йому на шляху, він вражав ударом свого фалоса, після чого вони перетворювалися на добрих духів.
Кюнле малював фалоси на стінах будинків, переконуючи людей, що вони будуть захищати їх від злих духів.
На його честь побудовано монастир чімі-лакханг поблизу Пунакха, колишньої столиці королівства. У цьому монастирі зберігаються кілька «фалосів», привезених ламою з Тибету, один з яких срібний. Монастир є місцем паломництва бездітних жінок, які вірять в те, що місцевий лама, вдаривши їх штучним фалосом по голові, врятує їх від безпліддя.

## Символізм
Бутанці вважають, що намальований на будинку фалос охоронятиме будинок від злих духів і буде приносити удачу.

## Ритуал новосілля
Після зведення нового будинку на дах підіймають кошик, наповнений дерев'яними фалосами. Ця дія супроводжується церемонією, під час якої чоловіки намагаються витягнути кошик на дах, а жінки перешкоджають їм. Фалоси потім розвішують на кутах даху.